# SpellForce 2: Dragon Storm
SpellForce 2: Dragon Storm — компьютерная игра, содержащая в себе жанры стратегии и ролевой игры, дополнение к игре SpellForce 2: Shadow Wars. Разработана в Германии немецкой студией Phenomic в 2007 году. Является продолжением игры SpellForce 2: Shadow Wars и вселенной SpellForce. В 2012 году вышло дополнение SpellForce 2: Faith in Destiny.

## Игровой процесс
Все элементы базируются на основе SpellForce 2: Shadow Wars, геймплей остался прежним: Главный персонаж, бывший рунный воин, получив кровь дракона, то есть став Шайкан, отправляется искуплять свою вину и исправлять свои ошибки.
В Dragon Storm добавлена новая фракция Шайкан, состоящая из самих Шайкан, Лезвий (модернизированных воинов Хокана Ашира) и Драконлингов.
Добавлены комплекты доспехов и оружия, собирая которые можно получить бонусы.
Свободна игра несколько расширена, теперь в ней можно прокачать собственного героя.
В истории появятся как новые друзья, так и старые, а также будут новые враги.

## Особенности игры
- Суммарное прохождение кампании занимает около 30-ти часов. Сюда не входит время на выполнение дополнительных заданий.
- Дополнительные задания превратились в серии заданий, за некоторые из которых в качестве награды дают комплекты доспехов и оружия.
- В игре появились как новые карты, так и старые.
- Несмотря на то, что игроку дают в распоряжение только войска Шайкан, будет несколько миссий, где нужно командовать армиями Королевства и Союза.
- Редактор карт расширен, одной из особенностей является снежная погода, присутствующая в первой миссии Кампании и в одной из добавленных карт Свободной игры[1].

## Сюжет
В стартовом ролике главный герой видит сон, где герои Shadow Wars сражаются с драконоподобными существами. В ходе битвы Лия пытается воскресить павшего Джареда, но гигантский дракон покрывает поле боя огненным туманом…
Главный герой во время своих странствий пересекся с Сосудом Души, главным героем предыдущей части, а тот спас ему жизнь, дав свою кровь, сделав его Шайкан. Во время своих странствий герой все время находился с Яшой Ашир, родной дочерью Хокана Ашира, будучи её телохранителем, оберегал её, и исполнял её приказы. До тех пор, пока рунная сила  не иссякла, и рунный воин перестал быть игрушкой в руках заносчивой Яши. Главный герой Воин Теней оставил Вестгард, ставший приютом для всех Шайкан (так как Королевство сделало Железные поля (Родину Шайкан) своим феодом, а король Ульф, властитель людей, дал Сосуду Души земли Вестгарда за его заслуги перед Хаймарком), а сам отправился вместе со своими братьями и сестрами на поиски нового дракона для Шайкан. Тор Халикос сложил полномочия главнокомандующего Вестгардом, командиром Вестгарда стал Сатрас, так как Халикос не был Шайканом. Рука Дракона — наемная организация, состоящая из Шайкан, организованная Тором Халикосом по желанию Сосуда Души, работает на разных континентах, решая конфликты и помогая в различных ситуациях.